# Lámpáshalak
A lámpáshalak (Anomalopidae) a nyálkásfejűhal-alakúak (Beryciformes) rendjének egyik családja.

## Jellemzés
A főleg trópusi tengerekben élő lámpáshalak közös tulajdonsága, hogy világítószerv van a szemük alatt, amelynek folyamatos fénykibocsátását különféle mechanizmussal szabályozni tudják: az Anomalops katoptron a szervet a test belseje felé képes fordítani, a Photoblepheron-fajok pedig egy bőrredővel el tudják takarni. A világítószerv fénye a halhoz vonzza a táplálékul szolgáló zooplanktont (pl. apró rákokat). A fény kibocsátását a szervben élő szimbionta világító baktériumok (fotobaktériumok) életműködése okozza.

## Rendszerezés
A lámpáshalak közé tartozó 9 halfajt 6 nembe sorolják:
- Anomalops nem
  - Anomalops katoptron – Legfeljebb 30 cm hosszú halfaj, mely az indo-ausztrál térség partmenti vizeiben fordul elő.[2]
- Kryptophanaron nem 
  - Kryptophanaron alfredi
- Parmops nem
  - Parmops coruscans
  - Parmops echinatus
- Photoblepharon nem
  - Photoblepharon palpebratum – 10 cm hosszú halfaj, mely a Banda-tenger koralljai között él. A bennszülöttek „ikan beveri batu”-nak nevezik.[2]
  - Photoblepharon steinitzi
- Phthanophaneron nem
  - Phthanophaneron harveyi
- Protoblepharon nem
  - Protoblepharon mccoskeri
  - Protoblepharon rosenblatti